# Grey Daze
Grey Daze – amerykański zespół rockowy założony w 1993 przez Chestera Benningtona i Seana Dowdella.

## Historia
Bennington poznał Dowdella w 1992. Zespół został założony na fali zwiększonej ekspansji rocka alternatywnego w Stanach Zjednoczonych. Grupa była zespołem lokalnym - dawała koncerty w klubach w okolicach Phoenix. Dwóch z członków Grey Daze (Chester Bennington oraz Sean Dowdell) tworzyło wcześniej formację pod nazwą "Sean Dowdell and His Friends?" - zespół ten (niepowiązany z Grey Daze) rozpadł się jednak po około 1,5 roku istnienia, nagrywając wcześniej demo na kasecie magnetofonowej (1993). Zespół Grey Daze powstał niedługo po rozpadzie SDaHF? i początkowo nosił nazwę "Gray Daze" - ostatecznie jednak nazwa została zmieniona na Grey Daze. W 1994 wydano album Wake Me, który zawierał utwory nagrane na kasecie, zaś w 1997 wydano No Sun Today, na którym kilka utworów (m.in. "What's in the Eye?" i "Hole") zostało nagranych w nowych wersjach. W 1998 w zespole zaczęły narastać konflikty dotyczące przywództwa w grupie i roli w kształtowaniu się formacji (Benish i Beyers zaczęli sygnować swoimi nazwiskami teksty napisane przez Benningtona i Dowdella). Bennington odszedł w 1998 by następnie rok później dołączyć do Xero, który później przeistoczył się w Linkin Park. Po rozwiązaniu zespołu Dowdell założył grupę Waterface, Beyers kontynuował nagrywanie z różnymi artystami rockowymi..

## Ostatni skład
- Sean Dowdell - perkusja, wokal wspierający (1993-1998, 2017, od 2019)
- Mace Beyers - gitara basowa (1995-1998, 2017, od 2019)
- Cristin Davis - gitara (od 2019)

### Byli członkowie
- Steve Mitchell - gitara (1993)
- Jonathan Krause - gitara basowa (1993-1995)
- Bobby Benish - gitara (1995-1998) (zmarły)
- Jason Barnes - gitara (1994-1995, 2017)
- Chester Bennington - wokal (1993-1998, 2017) (zmarły)

## Dyskografia

### Albumy studyjne
- Wake Me (1994)
- ...No Sun Today (1997)
- Amends (2020)

### EP
- Amends...Stripped (2021)

### Single
- What's in the Eye (2020)
- Sickness (2020)
- Sometimes (2020)
- Soul Song (2020)
- B12 (2020)
- Shouting Out (Stripped) (2020)